# František Petřík
František Petřík (26. října 1908 Dobřenice – 16. června 1985 Praha) byl československý důstojník a partyzánský velitel v období druhé světové války.

## Život

### Před druhou světovou válkou
František Petřík se narodil 26. října 1908 v Dobřenicích na Královéhradecku v rodině zahradníka na místním zámku. Otec mu zahynul na frontě první světové války. Vystudoval reálku v Pardubicích, kde maturoval v roce 1930. Poté nastoupil na prezenční vojenskou službu v Čáslavi, kterou ukončil v březnu 1932. Rozhodl se pro kariéru vojáka z povolání a v srpnu téhož roku nastoupil ke studiu na Vojenské akademii v Hranicích, které ukončil v roce 1934. Následně sloužil u hraničářského praporu 3 v Žamberku. V době výstavby Československého opevnění působil jako velitel stavebního dozoru úseku H3 lehkého opevnění vzor 37 v prostoru krkonošského Kotle. Dosáhl hodnosti nadporučíka.

### Druhá světová válka
Po německé okupaci v březnu 1939 a rozpuštění Československé armády byl k 1. červenci téhož roku převeden k protektorátnímu Vládnímu vojsku, v rámci kterého sloužil v Josefově. V květnu 1944 byl i se svou jednotkou odvelen do severní Itálie. Zde z iniciativy šrtm. Jaroslava Zvoníčka došlo ke zběhnutí třiceti tří příslušníků vládního vojska pod velením Františka Petříka k italským partyzánům. Akce proběhla v noci z 18. na 19. září 1944 na strážním stanovišti budovaného protiletadlového postavení u řeky Pád a společně s vojáky se do rukou partyzánů dostaly tři protiletadlové kanóny, dva kulomety, granáty, munice a další materiál. Jednotka Františka Petříka poté bojovala po boku partyzánů v prostoru Ligurských a Emiliánských Apenin až do konce druhé světové války. Po jejím skončení byli příslušníci jednotky zařazeni do policejní roty Československé samostatné brigády v Itálii, se kterou se v červenci 1945 vrátili do Československa.

### Po druhé světové válce
Po návratu do vlasti sloužil kpt. František Petřík do roku 1951 převážně v Šumperku, poté do poloviny padesátých let v Milovicích. Následně působil jako pedagog na vysokoškolských vojenských katedrách a v roce 1963 odešel v hodnosti podplukovníka do výslužby. Věnoval se shromažďování poznatků o působení československých partyzánů v Itálii, které pak předal Vojenskému historickému ústavu v Praze. Zemřel 16. června 1985 v Praze.

## Vyznamenání
- Československý válečný kříž 1939
- Československá medaile Za chrabrost před nepřítelem
- Československá medaile za zásluhy I. stupně
- Jánošíkova medaile
- Odznak Československého partyzána